# Bernd-Alois-Zimmermann-Stipendium
Das Bernd-Alois-Zimmermann-Stipendium wird jährlich von der Stadt Köln an junge Komponisten bis 35 Jahre aus dem Bereich Neue Musik vergeben. 
Bis 2009 war es auf Personen, die in Köln leben und arbeiten, beschränkt. Seit 2010 können sich Komponisten aus ganz Nordrhein-Westfalen für den Preis bewerben. Von den Stipendiaten wird erwartet, dass sie während der Förderung ihren Lebensmittelpunkt in Köln haben. Der Preis ist mit 12.000 € dotiert. Sein Namensgeber ist der Kölner Komponist Bernd Alois Zimmermann. Oft stellen sich die Preisträger in einem Preisträgerkonzert vor. 

## Stipendiaten
Das Stipendium der Stadt Köln erhielten in den letzten Jahren:
- Nicolas Berge (2023)
- Simon Bahr (2022)
- Tom Belkind (2021)
- Dariya Maminova (2020)
- Zaneta Rydzewska (2019)
- Jonah Haven (2018)
- Elnaz Seyedi (2017)
- Francisco C. Goldschmidt (2016)
- Matthias Krüger (2015)
- Lisa Streich (2014)
- Simon Rummel (2013)
- Niklas Seidl (2012)
- Yasutaki Inamori (2011)
- Steffen Krebber (2010)
- Brigitta Muntendorf (2009)
- Timo Ruttkamp (2008)
- Mark Steinhäuser (2007)
- Oxana Omelchuk (2006)
- Vassos Nicolaou (2005)
- Sascha Dragićević (2004)
- Steingrimur Rohloff (2003)
- Olga Raewa (2002)
- Marcus Schmickler (2001)
- Jay Schwartz (2000)
- Chao-Ming Tung (1999)
- Hans W. Koch (1998)
- Harald Muenz (1997)
- Dorothée Hahne (1996)
- Bernhard König (1995)
- Siegfried Koepf (1994)
- Song-On Cho (1993)
- Maria de Alvear (1992)
- Manos Tsangaris (1991)
- Johannes Kalitzke (1990)
- Volker Staub (1989)
- Caspar Johannes Walter (1988)
- Volker Blumenthaler (1987)
- Carola Bauckholt (1986)
- Denys Bouliane (1985)
- Chris Newman (1984)
- Christoph Delz (1983)
- Robert HP Platz (1982)
- Klarenz Barlow (1981)
- Walter Zimmermann (1980)
- York Höller (1979)
- Johannes Fritsch (1978)